# Bill Hardcastle
Pour les articles homonymes, voir Hardcastle.
Pas d'image ? Cliquez ici

b Matchs officiels uniquement.
Dernière mise à jour le 7 mars 2023.
William Robert Hardcastle également connu comme Bill Hardcastle, né le 30 août 1874 à Wellington en Nouvelle-Zélande et décédé le 11 juillet 1944 à Sydney (Australie), est un joueur de rugby à XV néo-zélandais et australien et de rugby à XIII australien. Il jouait au poste d'avant.

## Biographie
Bill Hardcastle était un joueur pionnier au plus haut niveau. Il est sélectionné en équipe de Nouvelle-Zélande de rugby à XV en 1897 dans l'équipe qui fait une tournée en 1897 et il dispute sept matchs, mais aucun test. Il séjourne en 1899 à Sydney lorsqu'il apprend qu'une équipe des Lions britanniques et irlandais de rugby à XV est en tournée en Australie et qu'elle n'ira pas plus loin. 
Les règles de l'époque permettaient de jouer pour plusieurs sélections, le premier critère était la nationalité de la fédération du club où l'on jouait. Bill Hardcastle évoluait pour le club de Glebe à Sydney raison pour laquelle il est retenu lors du 4e test de l'équipe d'Australie de rugby à XV contre les britanniques. Il évolue aussi pour l'Australie en 1903 à Sydney contre la Nouvelle-Zélande dans la première rencontre internationale entre les deux nations.
Il change de code et il joue pour le club d'Ipswich dans le Queensland. Il est sélectionné pour le deuxième test de 1908 contre la Nouvelle-Zélande. Cinq anciens Wallabies avaient débuté pour les Kangourous (Kangaroos) dans le premier test trois semaines auparavant. Bill Hardcastle et George Watson deviennent les 6e et 7e Australiens à être internationaux dans les 2 codes. Il joue également le 3e test une semaine plus tard.
Il intègre l'équipe d'Australie de rugby à XIII (Kangourou), qui effectue sa première tournée en Grande-Bretagne en 1908. Il joue 6 rencontres mais aucun test lors de cette tournée.